# Социальное обеспечение в Химачал-Прадеш
Социальное обеспечение в Химачал-Прадеш — социальное обеспечение в Химачал-Прадеш, штате на севере Индии.

## Госпитали
В 1989, там было около 899 заведений общественного здравоохранения, включая госпиталь штата, 20 окружных госпиталей, 189 первично медико-санитарной помощи, кроме основных «западных» и аюрведических диспансеров и специализированных медицинских институтов. В целях удовлетворения потребности во врачах, медицинский колледж создан 1967, который предоставляет послевузовское образование в некоторых областях.
Смертность в настоящее время снизилась на 70 %, благодаря принятым мерам. Снижение венерических заболеваний, которых было около 17 % в 1951, сейчас упало до 2 % в 1989. Болезни, как малярия и натуральная оспа были искоренены. Программа контроля туберкулёза имела огромный успех. Люди стали проявлять интерес к планированию семьи. Интересен факт, что женщины проявили больше интереса к этой программе, чем мужчины.

## Образование
В 1948 в штате было только 200 образовательных учреждений, большинство из которых были Primary school. В 1989 в штате стало 9 112 образовательных учреждений включая 38 колледжей, 932 high secondary и high school, 1 068 middle school и 7 074 Primary school. Образование в них получали 1 122 000 или около 26 % населения штата. Грамотность была 6,7 % в 1951 и 31,32 % в 1971, поднялась до 42,48 % в 1989 и в 1991 достигла 63,54 %. Химачал открыл свой первый университет в 1971. Затем ещё 2 университета, один агрокультурный и другой садоводческий и лесохозяйственный в Палампуре и Солане соответственно.

## Водоснабжение
Снабжение питьевой водой — важная проблема штата. Большие высоты и волнистый рельеф, приводят к тому, что большая часть воды берётся из ручьёв. Загрязнение, отсутствие канализации и туалеты под открытым небом, приводит к загрязнению поверхностных вод. Загрязнение воды отравляющими веществами создаёт проблемы с пищевыми цепями. Чрезмерная эксплуатация природных ресурсов и загрязнение опасными отходами ещё более усугубляет эту проблему. Загрязнение окружающей среды приводит к заболеваниям, наподобие дизентерии. Снабжение удалённых и малонаселённых деревень чистой питьевой водой, сталкивается с проблемой высокой стоимости.
В 1948, кроме 4 городов, не было других поселений с водопроводным водоснабжение. В 1989, питьевая вода по трубам поступала в 15 000 деревень покрывающих 75 % населения штата. Сейчас альтернативный источник — подземные воды, понимаемые через скважины. При помощи ARWSP были введены нормы водоснабжения сельского населения: 40 литров чистой питьевой воды на человека в день (lpcd) 30 lpcd добавочно для скота по программе «Desert Development Programme Areas». Один ручной насос или stand post на каждые 250 человек.
Источники воды должны существовать в пределах 1,6 км на равнинах и в пределах 100 по высоте в горах, но зоны дающие показатель 10-40 lpcd считаются частично покрытыми (PC), а менее 10 lpcd — не покрытые (NC). Вода считается безопасной, если она свободна от биологических загрязнений (холера, тиф, и тд.) и химических загрязнений (превышение мышьяка, фтора, солей, железа и нитратов и тд). Все 16 807 переписанных деревень имели источники питьевой воды. В амбициозном проекте, под руководством Бхарат Нирман Йоджна, больше чем 40107 жилищ будут снабжены водой к марту 2006 и оставшиеся 5260 частично покрытые получат достаточное количество питьевой воды в марте 2007.